# Marian Ullén
Marianne (Marian) Elin Hedvig Rittsel Ullén, född 20 januari 1934, är en svensk konsthistoriker och antikvarie specialiserad på kyrkobyggnaders historia.

## Bakgrund
Marian Ullén växte upp i Växjö. Hennes familj har sina rötter i Värend och Sunnerbo.

## Utbildning
Ullén studerade vid Lunds universitet där hon tog en fil.kand.-examen i konsthistoria, arkeologi och pedagogik och dessutom läste medeltidsarkeologi. 1967 avlade Ullén licentiatexamen med en avhandling om Smålands medeltida monumentalmåleri för Armin Tuulse vid Stockholms universitet.

## Forskning inom projektet Sveriges kyrkor
1961 flyttade Ullén till Stockholm och började arbeta vid Riksantikvarieämbetet. 1963 blev hon redaktör och forskare inom projektet och bokverket Sveriges kyrkor: konsthistoriskt inventarium. Hon arbetade först med kyrkor i Bohuslän, men sedan i Småland, vilket kom att bli hennes specialområde. Den första monografin om en kyrka kom ut 1967 och följdes av 13 ytterligare, däribland om Växjö domkyrka, den medeltida  träkyrkan i Granhult, och Dädesjö gamla kyrka med de berömda takmålningarna.
Inom ramen för Sveriges kyrkor gav Ullén 1983 ut den första delen i en översikt över medeltida träkyrkobyggnader i Sverige, med material från Småland och Östergötland. Därefter var hon projektledare för översiktsprojektet Kyrkobyggnader 1760-1860. 1987 var Ullén redaktör och huvudförfattare till en omfattande beskrivning av Linköpings domkyrkas byggnadshistoria. Hon deltog också i det tvärvetenskapliga projektet Sockenkyrkorna – kulturarv och bebyggelsehistoria som startades 1996.

## Övrig utgivning
Utanför arbetet med Sveriges kyrkor har Ullén publicerat runt hundra vetenskapliga och populära artiklar, ofta med inriktning mot Småland, bland annat om Esaias Tegnér och Pehr Hörberg. Hon var även medarbetare i Signums Svenska konsthistoria och Verbums Sveriges kyrkohistoria. 1999 gick Ullén i pension men har fortsatt att arbeta inom sitt forskningsområde.

## Utmärkelser
1985 mottog Marian Ullén Hildebrandspriset och 2003 Monteliusmedaljen, båda delas ut av Svenska fornminnesföreningen.